# Nicolae Dărăscu
Nicolae Dărăscu, né le 18 février 1883 à Giurgiu et mort le 14 août 1959 à Bucarest, est un peintre impressionniste et néo-impressionniste roumain du XXe siècle.

## Biographie
Né à Giurgiu, Nicolae Dărăscu a étudié à l'École nationale des Beaux-Arts de Roumanie (aujourd'hui l'Université nationale d'art de Bucarest) sous George Demetrescu-Mirea pour une période de quatre ans, soit de 1902 à 1906. Il reçoit après avoir gradué une bourse d'études de l'Académie Julian située à Paris. Il avait longtemps voulu étudier à cette institution puisqu'il admirait Nicolae Grigorescu et Ștefan Luchian, artistes qui avaient fréquenté l'Académie. Il y étudie sous Jean-Paul Laurens et une année plus tard, en 1907, étudie aux Beaux-Arts de Paris sous Luc-Olivier Merson.
Il a beaucoup voyagé et a notamment vécu dans le sud de la France (à Toulon et à Saint-Tropez) en 1908, à Venise en 1909, en Roumanie, (à Vlaici (ro) dans le județ d'Olt en 1913, puis à Baltchik dans le Dobroudja du Sud en 1919). Il a gardé le contact avec de nombreux artistes d'autres nations européennes et a visité de nombreux musées d'art pour connaître d'autres formes artistiques. Contrairement à ses contemporains, Darascu peignait rarement des natures mortes.
En 1917, avec plusieurs autres artistes incluant Camil Ressu, Ștefan Dimitrescu, Iosif Iser, Marius Bunescu, Dimitrie Paciurea (en), Cornel Medrea, Ion Jalea et Oscar Han, il a fondé l'association artistique Arta Română à Iași. Outre sa vie d'artiste, il était aussi professeur d'art à l'Académie des Beaux-Arts de Bucarest de 1936 à 1950.